# Кильские мирные договоры (1814)
Ки́льские мирные договоры 1814 года — шведско-датский и англо-датский мирные договоры, положившие конец соответственно датско-шведской войне (1813—1814) и англо-датской войне (1807—1814). Подписаны в северогерманском городе Киль 14 января 1814 года.

## Договор между Швецией и Данией
По шведско-датскому мирному договору Дания уступала Швеции Норвегию. Взамен Дания получала остров Рюген и право на Шведскую Померанию (кроме Штральзунда — для него устанавливался особый режим). В 1816 году эти территории были переданы Данией Пруссии в обмен на Лауэнбург и денежную компенсацию.

## Англо-датский договор
По договору Дании с Великобританией последняя возвращала Дании все захваченные ею в ходе войны датские владения, кроме острова Гельголанд. Великобритания получала особые права в Штральзунде, который должен был в течение 20 лет служить базой для английских товаров и быть открытым для английской и шведской торговли без каких-либо ограничений. Дания обязывалась участвовать в войне против наполеоновской Франции.

## Исторические последствия и значение
Помимо окончания войн Дании с Англией и Швецией, договоры ознаменовали конец личной унии Дании и Норвегии, существовавшей с 1380 года (сначала в рамках Кальмарской унии, затем с 1536 года в рамках датско-норвежской унии) и оказавшей большое влияние на развитие норвежской культуры.
Датско-норвежское королевство существовало при доминировании Дании, королевские особы которой правили и в Дании, и в Норвегии. Однако личная уния не подразумевала подчинение одного государства другому, поэтому тот факт, что Дания «передавала» Норвегию Швеции, вызвал возмущение в норвежском обществе. Кильский договор привёл к череде событий 1814 года, результатами которых стало принятие Конституции Норвегии, шведско-норвежская война и установление шведско-норвежской унии, в рамках которой Норвегия сохраняла свою конституцию и обладала внутренней самостоятельностью.
Другим значимым последствием Кильского договора стало то, что исконно норвежские территории — Гренландия, Исландия и Фарерские острова, — с которыми Норвегия вступила в унию с Данией, остались у Дании.

Утрата заморских владений норвежской державы — Исландии, Гренландии и Фарерских островов — в 1814 году и особенно то, как эта утрата произошла, всегда отзывались в умах норвежцев болью и гневом.
— Й. Л. Мовинкель (премьер-министр Норвегии)
Попытки Норвегии вернуть утраченные территории в сферу своего влияния в 1930-е годы не принесли никаких результатов. В частности, полный суверенитет Дании над всей Гренландией был признан Международным судом.